# 米特韦达
米特韦达（德語：Mittweida，發音：[mɪtˈvaɪda] ⓘ）是德国萨克森州中萨克森县的城市，曾是米特韦达县的县治，面积41.26平方千米，2023年12月31日人口为14,198人。